# 7855 Тагор
7855 Тагор (7855 Tagore) — астероїд головного поясу, відкритий 16 жовтня 1977 року.
Тіссеранів параметр щодо Юпітера — 3,336.
Названо на честь Рабіндраната Тагора (бенг. রবীন্দ্রনাথ ঠাকুর [Робіндронатх Тхокур], англ. Rabindranath Tagore, 1861-1941) — бенгальського і індійського письменника, поета, драматурга, композитора, Нобелівського лауреата (1913).